# پیانو (کتاب)
کتاب پیانو اثر مریم جعفری آذرمانی است که شامل چهل غزل نو، هفت چهارپاره، دو مثنوی با زبان محاوره‌ای و سه مثنوی دیگر است.

## محتوای کتاب
شعرهای کتاب پیانو، دارای مضامین اجتماعی و عرفانی و اندیشه ورزانه است. زبان شعر این کتاب، رویکرد نو و مدرن دارد که بنا بر آن زبان شعر به دکلماسیون عادی کلام نزدیک می‌شود. این کتاب اولین کتابی است که به طور کامل، غزل را از سیطرهٔ زبان کلاسیک و کهن بیرون آورده و بیان غزلهای آن در حیطه غزل نو، سهل و ممتنع محسوب می‌شود.

## نمونه شعر
پس خدا به شکل صندلی ست، می‌شود که روی او نشست
این نتیجه را گرفت و بعد، روی دسته اش دخیل بست
گاه شکل میز می‌شود، دست تکیه داده‌ام به او
لحظه‌ای نگاه می‌کنم: دست من سفیدتر شده ست
شکل استکان به خود گرفت، لب بزن نترس ناخدا
من هزار مست دیده‌ام، هر کدام یک خدا به دست
این که او یکی ست یا هزار، واقعاً چه فرق می‌کند؟
او درون هر چه نیست نیست، او درون هر چه هست هست
اولین خدا مداد بود، سرخمیده روی دفترم
زیر تیغ یک تراش کُند، چرخ شد خدای من شکست
از چه می‌نویسد این قلم؟ اسم این غزل چه می‌شود؟
کفر کافری ادیب، یا: شعر شاعری خداپرست؟

## جوایز
- برگزیده سومین دوره جایزه ادبی پروین اعتصامی[۴]
- نامزد نهایی جایزه شعر زنان ایران خورشید[۵]